# Gastrodia fontinalis
Gastrodia fontinalis là một loài thực vật có hoa trong họ Lan. Loài này được T.P.Lin mô tả khoa học đầu tiên năm 1987.